# Unitarizam
Unitarizam (iz latinskog) je politička ideologija, odnosno orijentacija, koja zastupa jedinstvo neke države na temelju sjedinjenja različitih dijelova ili posebnih cjelina u novu ili "višu" cjelinu, bez obzira na razlike i specifičnosti tih cjelina, koje mogu biti političke, regionalne, kulturne i etničke. 
U unutarnjoj politici, sustav državne organizacije u kojoj najviša vlast nije podijeljena nego je koncentrirana u centraliziranom i birokratskom središtu. U bivšoj Jugoslaviji, ideologija i praksa centralizma i potiskivanja federalističkih i konfederalističkih zahtjeva vodstava pojedinih republika i naroda, koja je završila u agresiji velikosrpskoga unitarizma na Hrvatsku, Sloveniju i BiH.
Unitarna država je država, koja je ustavno uređena kao nedjeljiva cjelina u kojoj najvišu vlast obavljaju središnja državna tijela. Središnja vlast u takvim državama može prenijeti neke ovlasti nižim razinama političke organizacije kao što su regije, županije, departmani i gradovi, ali pridržava i pravo opoziva takvih delegiranih ovlasti.